# Zoll- und Handelsverein der Thüringischen Staaten
Der Zoll- und Handelsverein der Thüringischen Staaten war eine am 10. Mai 1833 gegründete regionale Zollvereinigung innerhalb des Deutschen Zollvereins.

## Geschichte und Struktur
Preußen suchte nach einer Möglichkeit, seine östlichen und westlichen Provinzen zu verbinden. Dazu instrumentalisierte es den Straßenbau. Durch Drohungen mit Umgehungsstraßen einerseits und durch Verlockung mit Kostenzuschüssen eröffnete es einen „Straßenkrieg“, um die mitteldeutschen Kleinstaaten gefügig zu machen. Durch erste Verträge mit Meiningen und Coburg im Juli 1829 wurde der mitteldeutsche Handelsverein erschüttert. Das bisherige Bündnis des Mitteldeutschen Handelsvereins durchbrachen die Zusagen zum Preußisch-Hessischen Zollverein im Februar 1831 Sachsen-Weimar als Teil von Sachsen-Weimar-Eisenach und im August 1831 das Kurfürstentum Hessen.
Dieser Durchbruch eröffnete Preußen die Möglichkeit, mit den übrigen sächsischen und thüringischen Staaten des Mitteldeutschen Handelsvereins Verträge zu schließen. Im Dezember 1832 begannen Konferenzen zwischen Preußen und den thüringischen Kleinstaaten. In Folge kam es zur Gründung des „Zoll- und Handelsverein der Thüringischen Staaten“ per Zollvereinigungsvertrag am 10. Mai 1833. Bereits am Folgetag erklärte dieser seinen Zutritt, und damit die Annahme des indirekten Steuersystems der Preußen. Wirksam wurden dieser Zollverbund, wie auch der Zollverbund zwischen dem Preußisch-Hessischen Zollverein und dem Süddeutschen Zollverein zum 1. Januar 1834. Dieser Zollverbund benannte sich insgesamt als Deutscher Zollverein, welcher schon im März 1833 gegründet wurde. Gesetzlich bekräftigt nahm er seine Tätigkeit zum Jahreswechsel auf. (siehe auch: Gebiet des Deutschen Zollvereins)
Der thüringische Verein vertrat im Deutschen Zollverein die Interessen seiner Mitgliedstaaten, da diese einzeln für eine Vollmitgliedschaft als zu klein erachtet wurden. Vertreten durch den thüringischen Verein hatten diese in der Generalkonferenz des Deutschen Zollvereins eine Stimme. Mitglieder waren Sachsen-Weimar-Eisenach, Sachsen-Meiningen, Sachsen-Altenburg, Sachsen-Coburg-Gotha, Schwarzburg-Rudolstadt, Schwarzburg-Sondershausen, Reuß-Greiz, Reuß-Schleiz, Reuß-Ebersdorf. Ausgenommen waren bis 1890 die Schwarzburger Unterherrschaften. Hinzu kamen einige Exklaven aus Preußen und Kurhessen.
Der Verein übernahm die preußischen Zölle beziehungsweise die Zölle des Deutschen Zollvereins. Er besaß eine zentrale Steuerverwaltung für das thüringische Gebiet unter einem Generalzollinspektor mit Sitz in Erfurt. Über die Geschicke des Vereins entschied eine Bevollmächtigtenversammlung nach dem Einstimmigkeitsprinzip. Nach dem Zollvertrag vom 8. Juli 1867 war der Thüringische Zoll- und Handelsverein nur noch eine Verwaltungsstelle für die indirekten Steuern der Reichskasse und existierte ab 1890 als Thüringischer Zoll- und Steuerverein bis 1920.
Bemerkenswert ist, dass der Thüringische Zoll- und Handelsverein alle thüringischen Staaten umfasste. Sieht man von den Enklaven und Coburg ab, bildete er die Basis für das 1919 gegründete Land Thüringen. Bis 1920 gab es an seiner Grenze zu Bayern eine Bier- und Branntweinsteuergrenze.